# ميخائيل كينغ
ميخائيل كينغ (بالإنجليزية: Michael King)‏ (26 سبتمبر 1991 في المملكة المتحدة - ) هو لاعب كرة قدم بريطاني في مركز الوسط. لعب مع نادي بيرنلي ونادي غيلانغ إنترناشونال.

## وصلات خارجية
- ميخائيل كينغ على موقع قاعدة بيانات كرة القدم.إي يو (الإنجليزية)
- ميخائيل كينغ على موقع Soccerbase.com (لاعب) (الإنجليزية)